# Chūō-ku (Sapporo)
Pour les articles homonymes, voir Chūō-ku.
Chūō (中央区, Chūō-ku) est l'un des dix arrondissements de la ville de Sapporo au Japon. Il est situé au centre de la ville.
En 2015, sa population est de 230 415 habitants pour une superficie de 46,42 km2, ce qui fait une densité de population de 4 960 hab./km2.

## Origine du nom
Chūō-ku signifie littéralement arrondissement central.

## Lieux notables
- Tour de l'horloge de Sapporo
- Ancien siège du gouvernement de Hokkaidō
- Tour de télévision de Sapporo
- Parc Ōdōri
- Hokkaidō-jingū
- Tremplin d'Ōkurayama
- JR Tower

## Transport publics
L'arrondissement est desservi par les lignes de métro Namboku, Tōzai et Tōhō, ainsi que par le tramway de Sapporo. La gare de Sapporo se trouve à l'extrême nord de l'arrondissement et permet l'accès aux lignes de la JR Hokkaido.